# Ерик Юан Стагнелиус
Ерик Юан Стагнелиус (на шведски: Erik Johan Stagnelius) е романтичен шведски поет и драматург. Твори през периода на разцвет на шведската поезия, за който допринася със своето творчество. Късият и мистериозен живот допълнително спомага за увеличаването на неговата известност и популярност в родината му.

## Биография
Роден е на 14 октомври 1793 г. в Гердсльоса, на шведския остров Йоланд. Бащата на Ерик Стагнелиус е викарий на о. Йоланд, а по-късно и епископ в гр. Калмар, което оказва влияние за духовното развитие на Ерик. Той има 3 братя и 2 сестри.
През 1810 г. семейството на Стагнелиус се премества в Калмар, където бъдещият поет завършва гимназия. Записва се студент в Университета в Лунд, където учи само 1 семестър. През 1812 г. се премества в Упсала. През 1814 г. завършва бакалавърска степен в университета в Упсала и скоро след това е назначен на чиновнически пост в Стокхолм.
В тези години Ерик Стагнелиус се запознава с водещи шведски писатели и поети, които оказват влияние върху творчеството му. На 8 март 1823 г. е арестуван за употреба на алкохол, което по онова време е криминално престъпление в Швеция.
По-малко от 1 месец по-късно, на 3 април 1823 г., Ерик Стагнелиус умира в Стокхолм. Счита се, че е страдал от хронични болки, като е взимал опиум за облекчаването им. Тъй като не е имал близки приятели или партньор в живота, малко се знае за личния му живот, особено далеч от Йоланд. На погребението му в Стокхолм не присъства никой роднина.

## Личностни характеристики
Външният му вид се описва като небрежен и неатрактивен. Характерът му е мрачен и потискащ, което е причината да прекарва по-голяма част от живота си в самота. С първото си посещение в Стокхолм Ерик Стагнелиус се опитва да се наложи като поет, но това става едва след смъртта му.

## Творчество
Ерик Стагнелиус развива поетичния си талант от своето детство. Сред по-ранните му големи произведения е романтичната поема „Бленда“ (Blenda) от 1813 г., но първата му публикация е на епоса „Владимир Велики“ (Wladimir den store) от 1817 г., написана анонимно. Първата си драма Bacchanterna eller Fanatismen написва няколко години след това (1822), отново като анонимен автор. Известен е и с писането на сонети, считани за едни от най-добрите шведски произведения в жанра.
Основната част от произведенията му е намерена след смъртта му в апартамента, където е живял, в стар сандък. Това творчество е било запазено въпреки първоначалния замисъл да се изгори сандъкът и именно те са сред най-известните и почитани произведения.